# 中国フィルハーモニー管弦楽団
中国フィルハーモニー管弦楽団（ちゅうごくフィルハーモニーこうきょうがくだん、簡体字中国語: 中国爱乐乐团、英語: China Philharmonic Orchestra、英文略称：CPO）は、中国の北京市に本拠を置くオーケストラである。チャイナ・フィルハーモニー管弦楽団とも呼ばれる。

## 概要
2000年に、中央広播電視総台 中国中央電視台所属の放送オーケストラとして、若手一流奏者を集めて設立された。

2002年には、芸術監督ロン・ユーの指揮でマーラーの交響曲第8番「千人の交響曲」中国初演を行い、2003年から2004年にかけてはベートーヴェンの交響曲、協奏曲の全てと、マーラーの全交響曲を演奏した。

2001年に台湾、2002年は日本と韓国、2005年にはヨーロッパ、アメリカなどへ世界ツアーを行った。2019年、2023年にも来日公演を行っている。

ドイツ・グラモフォンで西洋と中国のクラシック音楽を録音しており、特に中国のピアニストラン・ランとの共演による黄河協奏曲などが有名である。

## 芸術監督
- ロン・ユー (2000年～ )